# Sergentomyia knudseni
Sergentomyia knudseni är en tvåvingeart som beskrevs av Lewis 1978. Sergentomyia knudseni ingår i släktet Sergentomyia och familjen fjärilsmyggor. Inga underarter finns listade i Catalogue of Life.